# RuPaul's Drag Race UK
RuPaul's Drag Race UK és un programa concurs de televisió basat en el programa nord-americà del mateix nom. RuPaul actua com a amfitriona i jutge principal. El programa, una col·laboració entre la BBC i World of Wonder, es va estrenar el 3 d'octubre de 2019 a BBC Three. A Espanya i Llatinoamèrica es transmet a través de la plataforma de streaming WOW Presents Plus.
La guanyadora s'emportarà el títol de Millor drag queen del Regne Unit i l'oportunitat de gravar la seva pròpia webserie a Hollywood.

## Temporades

### Temporada 1 (2019)
La primera temporada de RuPaul's Drag Race UK va començar a emetre's el 3 d'octubre de 2019 a la secció BBC Three de BBC iPlayer. L'elenc es va anunciar el 21 d'agost a YouTube i Instagram. Es van seleccionar 10 concursants de tot Gran Bretanya i Irlanda del Nord.

#### Concursants
Les drag queens que competeixen a la temporada 1 de RuPaul's Drag Race UK són:
(L'edat i nom dels participants registrats al moment del concurs)
| Concursant      | Nom Legal          | Edat | Origen         | Posició    |
| --------------- | ------------------ | ---- | -------------- | ---------- |
| The Vivienne    | James Lee Williams | 29   | Londres        | Guanyadora |
| Divina De Campo | Owen Farrow        | 35   | West Yorkshire | Finalista  |
| Baga Chipz      | Leo Loren          | 26   | Liverpool      | 3r lloc    |
| Cheryl Hole     | Luke Underwood     | 25   | Essex          | 4t lloc    |
| Blu Hydrangea   | Joshua Cargill     | 23   | Belfast        | 5è lloc    |
| Crystal         | Colin Munro        | 34   | Londres        | 6è lloc    |
| Sum Ting Wong   | Bo Zeng            | 30   | Birmingham     | 7è lloc    |
| Vinegar Strokes | Daniel Jacob       | 34   | Londres        | 8è lloc    |
| Scaredy Kat     | Alex               | 19   | Wiltshire      | 9è lloc    |
| Gothy Kendoll   | Sam Handley        | 21   | Leicester      | 10è lloc   |

### Temporada 2 (2020)
La BBC va renovar el programa per una segona temporada que s'emetrà el 2020.